# Vegyes síugró csapatverseny normálsáncon a 2024. évi téli ifjúsági olimpiai játékokon
A 2024. évi téli ifjúsági olimpiai játékokon a síugrás vegyes csapatversenyét normálsáncon január 21-én rendezték.
Az aranyérmet a szlovén Ajda Košnjek, Urban Šimnic, Taja Bodlaj és Enej Faletič alkotta csapat nyerte, míg az ezüstérmet Norvégia, a bronzérmet pedig Ausztria szerezte meg.
A versenyszámban nem vett részt magyar csapat.

## Versenynaptár
A versenyszámok eseményei helyi idő szerint (UTC+09:00), zárójelben magyar idő szerint (UTC+01:00) olvashatóak:
| Dátum                      | Időpont                       | Forduló    |
| -------------------------- | ----------------------------- | ---------- |
| 2024. január 21., vasárnap | 13:20 – 14:20 (05:20 – 06:20) | 1. forduló |
| 2024. január 21., vasárnap | 14:20 – 15:20 (06:20 – 07:20) | 2. forduló |

## Eredmény
| Helyezés | R                      | Csapat |           | 1. forduló                | 1. forduló                    | 1. forduló | 2. forduló               | 2. forduló                    | 2. forduló | Össz. pontszám |
| Helyezés | R                      | Csapat | Táv (m)   | Pont                      | Hely.                         | Táv (m)    | Pont                     | Hely.                         |            | Össz. pontszám |
| -------- | ---------------------- | --- | --------- | ------------------------- | ----------------------------- | ---------- | ------------------------ | ----------------------------- | ---------- | -------------- |
| Arany    | 15 15–1 15–2 15–3 15–4 | Szlovénia (SLO) · Ajda Košnjek · Urban Šimnic · Taja Bodlaj · Enej Faletič                                                              | 0 L F L F | 0 103,0 101,5 100,5 102,0 | 437,0 107,3 108,4 107,4 114,9 | 1.         | 0 98,5 106,0 106,5 100,0 | 456,7 108,5 122,0 114,9 111,3 | 1.         | 893,7          |
| Ezüst    | 14 14–1 14–2 14–3 14–4 | Norvégia (NOR) · Kjersti Græsli · Oddvar Gunnerød · Ingvild Synnøve Midtskogen · Mats Strandbråten                                      | 0 L F L F | 0 106,5 97,0 102,0 90,0   | 398,1 109,4 96,3 108,9 83,5   | 2.         | 0 95,0 97,0 107,5 92,5   | 420,2 101,2 100,4 124,7 93,9  | 2.         | 818,3          |
| Bronz    | 13 13–1 13–2 13–3 13–4 | Ausztria (AUT) · Sara Pokorny · Niki Humml · Meghann Wadsak · Lukas Haagen                                                              | 0 L F L F | 0 90,5 105,0 89,5 98,0    | 383,8 82,9 115,0 79,3 106,6   | 3.         | 0 85,5 107,5 88,0 98,5   | 391,2 77,7 123,4 80,4 109,7   | 3.         | 775,0          |
| 4.       | 12 12–1 12–2 12–3 12–4 | Németország (GER) · Anna-Fay Scharfenberger · Max Unglaube · Kim Amy Duschek · Alex Reiter                                              | 0 L F L F | 0 96,5 107,0 76,0 98,0    | 368,9 100,4 114,0 51,4 103,1  | 4.         | 0 92,0 98,5 78,0 98,5    | 364,7 92,6 103,1 59,0 110,0   | 4.         | 733,6          |
| 5.       | 11 11–1 11–2 11–3 11–4 | Lengyelország (POL) · Sara Tajner · Kacper Tomasiak · Pola Bełtowska · Łukasz Łukaszczyk                                                | 0 L F L F | 0 77,5 107,0 84,5 101,5   | 351,6 53,4 118,3 69,0 110,9   | 6.         | 0 70,5 107,0 84,5 102,0  | 361,7 46,2 122,4 74,3 118,8   | 5.         | 713,3          |
| 6.       | 7 7–1 7–2 7–3 7–4      | Olaszország (ITA) · Camilla Henni Comazzi · Martino Zambenedetti · Noelia Vuerich · Maximilian Gartner                                  | 0 L F L F | 0 94,5 99,5 81,5 88,5     | 335,6 84,9 100,9 64,9 84,9    | 7.         | 0 84,0 87,5 92,0 96,0    | 354,3 78,5 88,3 84,7 102,8    | 6.         | 689,9          |
| 7.       | 10 10–1 10–2 10–3 10–4 | Egyesült Államok (USA) · Estella Hassrick · Sawyer Graves · Josie Johnson · Jason Colby                                                 | 0 L F L F | 0 83,5 91,0 103,0 93,5    | 352,8 67,1 83,3 106,4 96,0    | 5.         | 0 77,0 89,0 93,5 91,0    | 330,4 64,2 77,9 95,5 92,8     | 7.         | 683,2          |
| 8.       | 9 9–1 9–2 9–3 9–4      | Csehország (CZE) · Natálie Nejedlová · Josef Buchar · Anežka Indráčková · Daniel Škarka                                                 | 0 L F L F | 0 66,0 96,0 98,0 90,0     | 310,5 28,1 97,9 96,0 88,5     | 8.         | 0 60,0 93,0 96,5 95,0    | 319,3 23,8 93,9 103,3 98,3    | 9.         | 629,8          |
| 9.       | 8 8–1 8–2 8–3 8–4      | Japán (JPN) · Szakurai Hana · Mikami Takuma · Szató Juzuki · Szaszaki Szeigo                                                            | 0 L F L F | 0 82,5 84,5 97,5 82,0     | 304,8 62,3 70,1 100,3 72,1    | 9.         | 0 81,0 79,0 97,0 84,0    | 307,0 68,9 63,7 99,5 74,9     | 9.         | 611,8          |
| 10.      | 5 5–1 5–2 5–3 5–4      | Finnország (FIN) · Sofia Mattila · Juho Ojala · Emilia Vidgren · Eeli Keranen                                                           | 0 L F L F | 0 90,5 88,5 75,0 84,5     | 291,9 83,9 81,7 51,6 74,7     | 11.        | 0 86,0 80,5 74,0 87,0    | 291,6 80,7 72,4 55,1 83,4     | 10.        | 583,5          |
| 11.      | 6 6–1 6–2 6–3 6–4      | Franciaország (FRA) · Mathilde Bacconnier · Mathéo Vernier · Lilou Zepchi · Sébastien Woodbridge                                        | 0 L F L F | 0 80,5 89,5 92,0 86,0     | 293,1 55,2 77,0 84,3 76,6     | 10.        | 0 73,0 81,5 91,5 87,0    | 285,2 51,0 71,3 83,3 79,6     | 11.        | 578,3          |
| 12.      | 4 4–1 4–2 4–3 4–4      | Kína (CHN) · Tang Csia-hung (Tang Jiahong) · Zsen Hao-zsan (Ren Haoran) · Veng Jang-ning (Weng Yangning) · Cseng Peng-po (Zheng Pengbo) | 0 L F L F | 0 70, 88,0 90,5 85,5      | 263,3 36,5 72,8 78,3 75,7     | 12.        | 0 64,5 80,0 93,5 91,0    | 279,9 37,3 661, 92,2 84,3     | 12.        | 543,2          |
| 13.      | 3 3–1 3–2 3–3 3–4      | Kazahsztán (KAZ) · Sofya Shishkina · Ilya Shilnikov · Alyona Sviridenko · Ilya Mizernykh                                                | 0 L F L F | 0 69,5 88,0 65,5 101,0    | 249,1 34,8 74,9 31,0 108,4    | 13.        | 0 65,5 80,0 64,0 99,5    | 242,2 36,6 68,3 29,6 107,7    | 13.        | 491,3          |
| 14.      | 2 2–1 2–2 2–3 2–4      | Ukrajna (UKR) · Zhanna Hlukhova · Mykola Smyk · Daryna Ilchuk · Vasyl Bukhonko                                                          | 0 L F L F | 0 75,0 91,5 63,0 75,0     | 212,5 48,2 88,8 26,4 49,1     | 14.        | 0 68,5 85,0 61,5 81,0    | 200,5 34,8 79,3 20,1 66,3     | 14.        | 413,0          |
| 15.      | 1 1–1 1–2 1–3 1–4      | Románia (ROU) · Andra Maria Gheorghe · Cosmin Florin Donciu · Szerena Maria Stanciu · Radu Borca                                        | 0 L F L F | 0 60,5 79,5 47,0 64,0     | 106,5 15,0 60,7 0,0 30,8      | 15.        | 0 55,0 81,5 44,5 67,5    | 115,6 9,5 67,3 0,0 38,8       | 15.        | 222,1          |

____
Magyarázat:
• R = rajtszám • F = fiú • L = lány